# Mount Oldenburg
Mount Oldenburg är ett berg i Antarktis. Det ligger i Västantarktis. Chile gör anspråk på området. Toppen på Mount Oldenburg är 1 551 meter över havet.
Terrängen runt Mount Oldenburg är en högslätt, och sluttar brant österut. Trakten är obefolkad. Det finns inga samhällen i närheten.